# Tmesisternus subtriangularis
Tmesisternus subtriangularis är en skalbaggsart som beskrevs av Stefan von Breuning 1966. Tmesisternus subtriangularis ingår i släktet Tmesisternus och familjen långhorningar.
Artens utbredningsområde är Irian Jaya. Inga underarter finns listade i Catalogue of Life.